# فنلندا الكبرى

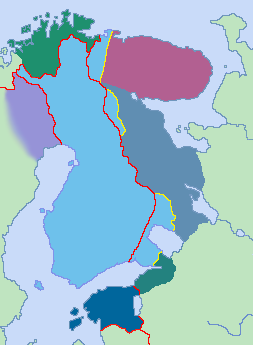
الحدود الحالية لفنلندا الحديثة والأراضي التي خسرتها لصالح الاتحاد السوفياتي بين عامي 1940-1944 بالسماوي. تشمل "فنلندا الكبرى" بعض أو كل الأراضي الفنلندية السابقة، بما في ذلك كاريليا الشرقية (بالرمادي المزرق) واستونيا وإنغريا (بالأزرق الغامق)، وكامل فينمارك (بالأخضر)، وجزء من وادي تورن (بالبنفسجي). تشمل الصورة حدود فنلندا بموجب معاهدة تارتو 1920 وإتفاقية باريس 1947.

 الكبرى فنلندا  (بالفنلندية Suur - Suomi) فكرة نشأت لدى بعض الحركات الوحدوية شددت على عموم الفنلندية وعبرت عن النسخة الفنلندية للقومية الأوروبية ما قبل الحرب العالمية الثانية. تصورت بأن تضم فنلندا الأراضي التي تقطنها الشعوب ذات الصلة بالشعوب الفينية : الفينيون والكاريليون والاستونيون وإنغريون، والكفينيون. حضيت فكرة فنلندا الكبرى بشعبية ونفوذ كبيرين في عام 1917، وفقدت الأرضية والدعم بعد الحرب العالمية الثانية وحرب الاستمرار.
رأت النسخة الأكثر رواجاً ل«فنلندا الكبرى» بأن تمتد حتى ما يسمى الحدود الطبيعية التي تشمل الأراضي التي يقطنها الفنلنديون والكاريليون، بدءا من البحر الأبيض إلى بحيرة أونيغا وعلى طول نهر سفير ونهر نيفا—أو، أكثر تواضعا، نهر سسترا—إلى خليج فنلندا. كما شملت بعض أنصار إنغريا، استونيا، شمال فينمارك، ووادي تورني.
في بعض الاعتبار طوباوية أو فكاهية مجموعات الأكثر الموسعة الكبرى فنلندا شملت المنطقة بأسرها من خليج بونثيا إلى جبال الاورال وحتى بعد ذلك إلى مناطق سيبيريا الغربية، حيث يعيش بعض المتكلمين بالأورالية حتى اليوم.